# Gunnar Dahlner
Gunnar Dahlner, né en 1908 à Malmö, est un ancien arbitre suédois de football des années 1940. 

## Biographie
Arbitre local, il officie dans le championnat et en coupe et a eu la charge de diriger la finale rejouée de la Coupe de Suède de football 1943, entre IFK Norrköping et AIK Solna.
Puis en tant qu'arbitre international entre 1946 et 1950, il officie lors des Jeux olympiques de 1948 à Londres. Ainsi, il est l'arbitre central lors du match France-Inde, remporté par la France 2 buts à 1. Après cela, il est arbitre de touche lors du quart-de-finale entre la Turquie et la Yougoslavie, remportée par les Yougoslaves sur le score de trois buts à un.
Entre-temps, il officie lors de l'édition 1948-1951 du Championnat nordique de football, à l'occasion de trois matchs.
Après cette compétition, il est arbitre assistant lors de la Coupe du monde 1950, à l'occasion de Angleterre-Chili (2-0) et de Mexique-Suisse (1-2), dans le cadre des matchs de phase de poule.